# Acrocera melanderi
Acrocera melanderi är en tvåvingeart som beskrevs av Cole 1919. Acrocera melanderi ingår i släktet Acrocera och familjen kulflugor. Inga underarter finns listade i Catalogue of Life.